# 205年
| 千纪： | 1千纪                                                                                           |
| 世纪： | 2世纪 \| 3世纪 \| 4世纪                                                                         |
| 年代： | 170年代 \| 180年代 \| 190年代 \| 200年代 \| 210年代 \| 220年代 \| 230年代                       |
| 年份： | 200年 \| 201年 \| 202年 \| 203年 \| 204年 \| 205年 \| 206年 \| 207年 \| 208年 \| 209年 \| 210年 |
| 纪年： | 乙酉年（鸡年）；东汉建安十年                                                                    |

## 大事记
- 中国
  - 袁譚起兵反曹操，爆發南皮之戰，袁譚戰敗後被曹操軍的烏桓騎斬首，曹操佔領南皮。
  - 高幹乘曹操征伐逃到烏桓的袁熙和袁尚而在并州叛變，張晟、衛固等應之，劫持上黨太守，據守壺關，與李典和樂進率領的曹軍相持數月。
  - 曹操派張既徵集馬騰等人擊敗了高幹與張晟，斬殺了反叛的衛固等人。

## 各国领袖

### 亞洲
- 中國（東漢）
  - 君主：漢獻帝（189年－220年）
  - 實質掌權者: 曹操
  - 主要州牧：曹操、袁谭（被杀）、袁熙（逃亡乌桓）、孙权、劉表、劉璋、劉備、馬騰
- 乌桓 - 辽西郡乌桓大人楼班、蹋顿、右北平郡乌桓大人乌延、辽东属国乌桓大人苏仆延、上谷郡乌桓大人难楼
- 日本
  - 君主：
    1. 神功皇后（攝政，200年－270年）
- 泰米尔哲罗（Chera）王朝
  - 君主：Yanaikat-sey Mantaran Cheral（201年－241年）
- 亚美尼亚 - 霍斯羅夫一世, 亚美尼亚国王 (198-217)
- 朝鲜半岛 (朝鲜三国)
  - 百济 - 肖古王, 百济王 (166–214)
  - 金官伽耶 - 居登王, 伽耶王 (199-259)
  - 高句丽 - 山上王, 高句丽王 (197–227)
  - 新罗 - 奈解尼師今, 新罗王 (196–230)
- 高加索伊比利亚王国 - Rev I the Just（英语：Rev I of Iberia）, 伊比利亚王 (189-216)
- 贵霜帝国 - 韋蘇提婆一世（Vasudeva I） (c.191-225)
- 奥斯若恩 - Agbgar九世大王（英语：Abgar IX）, 奥斯若恩国王 (177-212)
- 安息帝国 - 沃洛吉斯五世, 帕提亚国王 (c.191-208)

### 欧洲
- 罗马帝国（塞維魯王朝）
  - 君主：塞普蒂米烏斯·塞維魯（193年－211年）

### 非洲
- 库什王朝 (Kush)
  - 君主：
    1. Teritedakhatey国王，（200年－215年）

## 逝世
- 袁譚，袁紹之子
- 郭圖